# Cerkiew św. Michała Archanioła w Bandrowie Narodowym
Cerkiew św. Michała Archanioła w Bandrowie Narodowym – dawna cerkiew greckokatolicka, wzniesiona w 1825 w Jasieniu, a przeniesiona do Bandrowa Narodowego w 1975.
Od 1975 użytkowana jako rzymskokatolicki kościół filialny pod wezwaniem św. Andrzeja Boboli parafii w Jasieniu-Ustrzykach Dolnych.

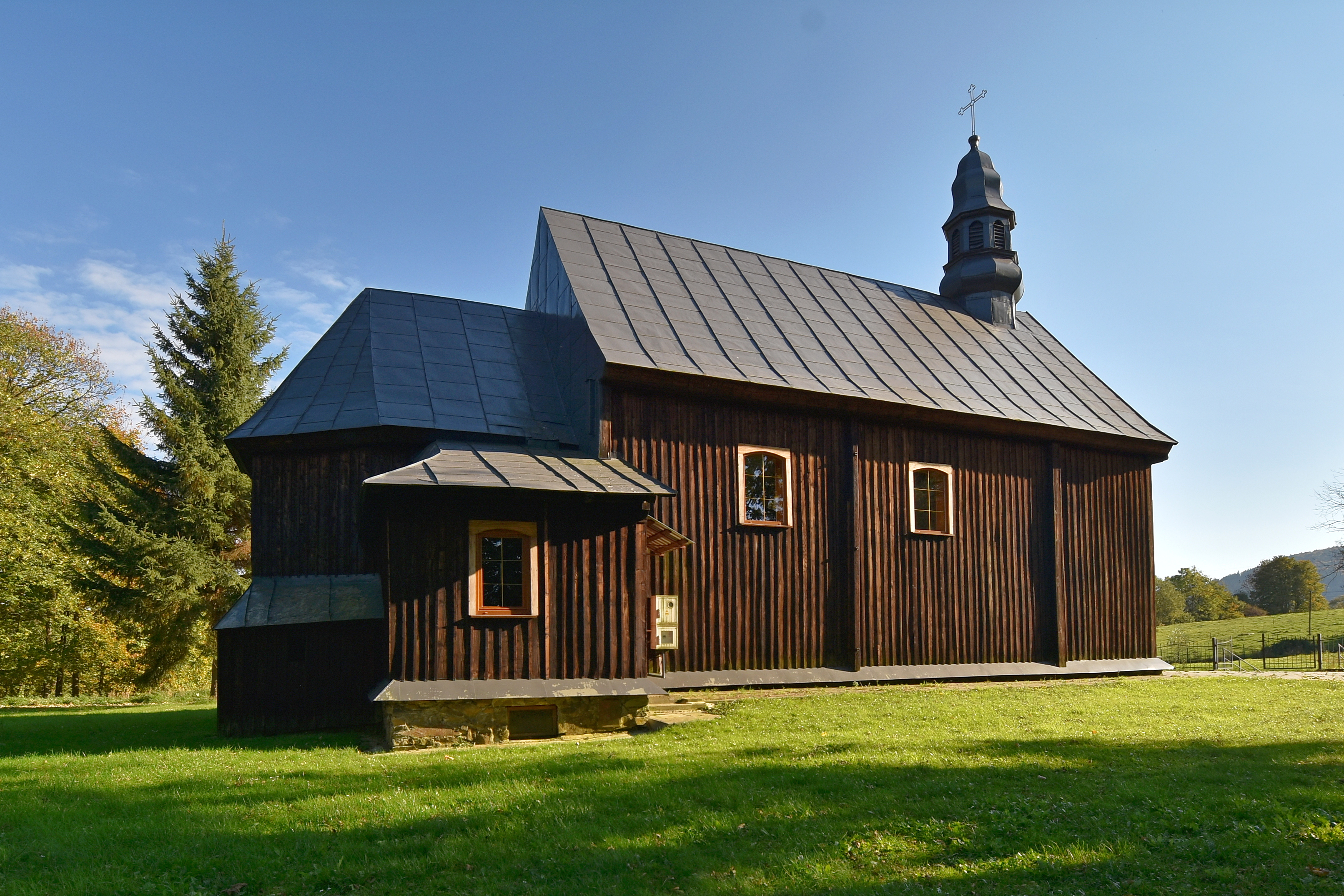
Elewacja boczna
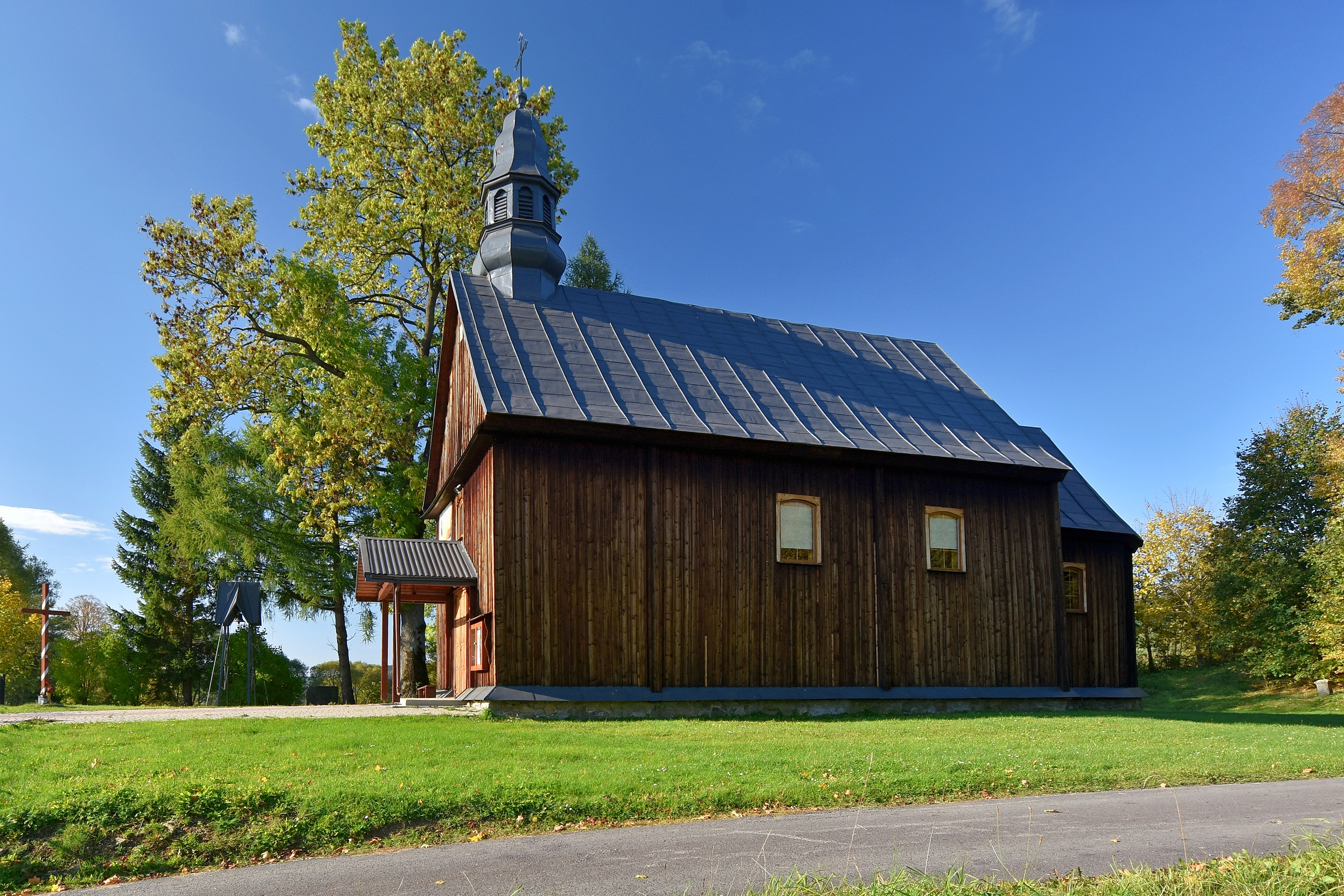
Elewacja boczna
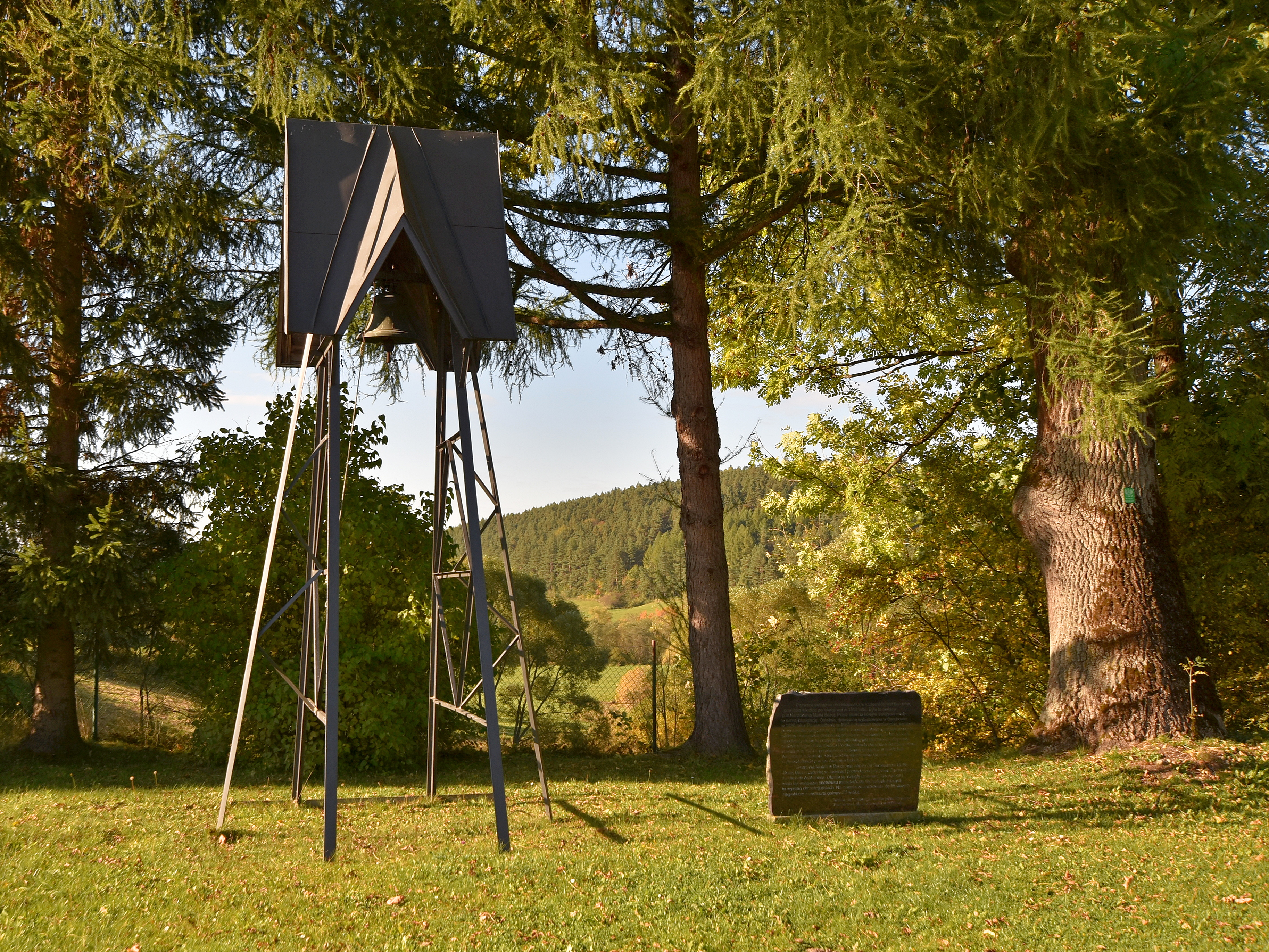
Dzwonnica